# ويليام هنري كولمان
ويليام هنري كولمان (بالإنجليزية: William Henry Coleman)‏ هو محامي وسياسي أمريكي، ولد في 28 ديسمبر 1871 في الولايات المتحدة، وتوفي في 3 يونيو 1943 بماكيسبورت في الولايات المتحدة. حزبياً، نشط في الحزب الجمهوري. وقد انتخب عضو مجلس النواب الأمريكي.